# Хартман, Эрнст
Эрнст Хартман (нем. Ernst Hartmann; 10 мая 1897, Бармен, Вупперталь, Германская империя — 3 мая 1945, Карловы Вары, Чехословакия) — бригадефюрер СС, генерал-майор полиции, руководитель СС и полиции «Припять» со штаб-квартирой в Минске.

## Биография
Эрнст Хартман родился 10 мая 1897 года. В 1914 году поступил на службу в Прусскую армию, в составе которой принимал участие в Первой мировой войне. В годы войны служил в железнодорожных войсках, а позже — в имперских ВВС. Незадолго до окончания боевых действий попал в британский плен.
После возвращения из плена работал инженером в авиастроительной компании. С 1925 по 1928 год был лётчиком-инструктором в китайских ВВС. С 1928 по 1930 год работал инженером в разных европейских странах, прежде чем получил должность в компании Junkers, на которой оставался до 1935 года.
1 ноября 1929 года вступил в НСДАП (билет № 160298). 24 октября 1930 года присоединился к СС (№ 8982) и был прикомандирован к 21-у штандарту СС. 1 октября 1932 года по собственному желанию вышел из СС, однако 20 апреля 1937 года снова вступил в организацию. В 1934 году был избран почётным членом народной судебной палаты. С марта по август 1939 года работал в штабе оберабшнита СС «Центр». 18 августа 1939 год был уволен в связи с алкоголизмом, но 1 октября 1939 года Хартман был восстановлен в должности.
Во время Второй мировой войны занимал руководящую должность начальника СС и полиции и участвовал в проведении массовых расстрелов на оккупированных территориях Советского Союза. С июля по октябрь 1943 года был начальником СС и полиции в Чернигове. С декабря 1943 по сентябрь 1944 года занимал должность начальника СС и полиции в Припяти со штаб-квартирой в Минске. 1 августа 1944 года был повышен до бригадефюрера СС.
В сентябре 1944 года был назначен офицером для особых поручений при Высшем руководителе СС и полиции «Северо-восток». 3 мая 1945 года скончался в больнице Карлсбада от рака поджелудочной железы.